# Ostrowiec (Wałcz)
Ostrowiec (deutsch Sagemühl) ist ein Dorf in der Landgemeinde (Gmina) Wałcz (Deutsch Krone) im Powiat Wałecki (Deutsch Kroner Kreis) der polnischen Woiwodschaft Westpommern.

## Geographische Lage
Der Ort liegt an der Döberitz, etwa sechs Kilometer nordöstlich der Stadt Deutsch Krone (Wałcz) und sieben Kilometer nordwestlich des Dorfs  Wissulke (Wiesiółka).

## Geschichte
Die Grenzregion des Netzedistrikts, in der das Dorf liegt, hatte ursprünglich zum Herzogtum Pommern gehört, war vorübergehend unter polnische Herrschaft gelangt und dann an die Markgrafen von Brandenburg gekommen. Im Rahmen der Ersten Teilung Polen-Litauens kam das Dorf 1772 zusammen mit dem Landkreis Deutsch Krone an Preußen. 
Im 19. Jahrhundert unterstand das Schulzen-Amt zu Sagemühl dem Königlichen Domänen-Rentamt Deutsch Krone. 1842 hatte der Schulze Eichstädt dieses Amt inne.
Um 1930 hatte die Gemeinde Sagemühl eine 11,8 km² große Gemarkungsfläche, und auf dem Gemeindegebiet, wo Sagemühl der einzige Wohnplatz war, standen 47 bewohnte Wohnhäuser.
Im Jahr 1945 gehörte Sagemühl zum Landkreis Deutsch Krone im Regierungsbezirk Grenzmark Posen-Westpreußen der preußischen Provinz Pommern des Deutschen Reichs. Sagemühl war dem Amtsbezirk Wissulke zugeordnet.
Gegen Ende des Zweiten Weltkriegs besetzte im Frühjahr 1945 die Rote Armee die Region. Kurz danach wurde Sagemühl seitens der sowjetischen Besatzungsmacht der Volksrepublik Polen zur Verwaltung überlassen.  Sagemühl wurde unter der polnischen Ortsbezeichnung „Ostrowiec“ verwaltet. Es wanderten nun Polen zu. In der darauf folgenden Zeit  wurde die einheimische Bevölkerung von der polnischen Administration aus Sagemühl vertrieben. 
| Jahr | Einwohner | Anmerkungen |
| ---- | --------- | --- |
| 1783 | –         | königliches Dorf nebst einer Schneide-Wassermühle (mit Wasserkraft betriebenes Sägewerk), 16 Feuerstellen (Haushaltungen), im Netzedistrikt, Kreis Krone |
| 1818 | 132       | königliches Dorf, Amt Schrotz |
| 1864 | 280       | davon 110 Evangelische und 170 Katholiken |
| 1910 | 293       | am 1. Dezember, davon 128 Evangelische und 165 Katholiken; fünf Personen mit polnischer Muttersprache                                                    |
| 1925 | 320       | darunter 145 Protestanten und 175 Katholiken |
| 1933 | 399       | [ 7 ] |
| 1939 | 405       | [ 7 ] |

## Kirche
Die Protestanten der bis 1945 anwesenden Dorfbevölkerung gehörten zum Kirchspiel Deutsch Krone.